# Albert Niemann (pediatra)
Albert Niemann (ur. 23 lutego 1880 w Berlinie, zm. 22 marca 1921 tamże) – niemiecki lekarz pediatra. Jako jeden z pierwszych opisał chorobę, znaną dziś jako choroba Niemanna-Picka. Bywa mylony z niemieckim chemikiem Albertem Niemannem (1834–1861), który jako pierwszy wyizolował kokainę.

## Życiorys
Syn śpiewaka operowego Alberta Niemanna (1831–1917) i jego drugiej żony, aktorki Hedwig Raabe (1844–1905). Studiował medycynę na Uniwersytecie w Berlinie, Fryburgu Bryzgowijskim i Strassburgu. Od 1908 do 1918 roku pracował w klinice dziecięcej w Berlinie. W 1919 został profesorem nadzwyczajnym pediatrii. Zmarł nagle w wieku 41 lat, z powodu choroby mózgu, po nieudanej operacji.
Był żonaty z pianistką Käthe Haupt (1882–1942), nie mieli dzieci. Po śmierci męża Käthe Niemann wyszła za mąż po raz drugi, za bankiera Oscara Wassermanna (1869–1934).

## Wybrane prace
- Der Stoffwechsel bei exsudativer Diathese. Bonn: Marcus & Weber, 1914
- Das individuelle Moment in der Säuglingsernährung. Deutsche Medizinische Wochenschrift 45, 1915
- Ueber den Hygiene-Unterricht an „Sozialen Frauenschulen”. Deutsche Medizinische Wochenschrift 13, 1918
- Kompendium der Kinderheilkunde. Berlin: Karger, 1920
- Ueber den gegenwärtigen Stand der Lehre von der exsudativen Diathese. Deutsche Medizinische Wochenschrift 11, 1921